# Chlorochaeta ornataria
Chlorochaeta ornataria är en fjärilsart som beskrevs av John Henry Leech 1897. Chlorochaeta ornataria ingår i släktet Chlorochaeta och familjen mätare. Inga underarter finns listade i Catalogue of Life.